# Дравидски езици
Дравидските езици представляват самостоятелно езиково семейство, включващо до 85 езика, които се говорят от около 200 000 000 души в Южна Индия, Шри Ланка и Пакистан. Четири са езиците с най-голям брой говорещи – тамилски, телугу
, каннада (канарски) и малаялам.
Дравидските езици са аглутинативни.

## Класификация
Дравидските езици се делят на четири групи – южни (тамилски, малаялам, каннада, тода, курумба, ирула, тулу и др.), централно-южни (телугу, куи, гонди и др.), централни (колами, найкри, гадаба, парджи и др.) и северни (курух, малто, брахуи).

## Писменост
Всеки от четирите основни езика има своя собствена писменост, която е видоизменена форма на староиндийското сричково писмо брахми. Най-старите надписи на тамилски език са от 5 век.